# Cyprien-Antoine Calmon
Pour les articles homonymes, voir Calmon.
Cyprien-Antoine Calmon est un peintre et sculpteur français né à Creysse en 1837 et mort à Cahors le 6 juillet 1901

## Biographie
Cyprien-Antoine Calmon a été élève de l'école des beaux-arts de Toulouse. Il s'est rapidement fixé à Cahors où il a développé l'atelier de sculpture qu'avait créé son père avant d'aborder la statuaire et la peinture.
Il a été professeur de dessin du collège de jeunes filles (actuel lycée Clément-Marot) et l'école normale d'instituteurs. Il a été juge consulaire au tribunal de commerce de Cahors.
Il a été le conservateur du Musée de Cahors Henri-Martin à partir de 1883 jusqu'à sa mort et un des fondateurs puis président de Société des études littéraires, scientifiques et artistiques du Lot.
En 1862, l'évêque de Cahors Jean-Jacques David Bardou lui a demandé de restaurer les portraits des évêques qui se trouvaient alors au château de Mercuès et de réaliser les portraits des évêques qui manquaient, Guillaume-Balthazar Cousin de Grainville, de Paul-Louis-Joseph D'Hautpoul et le sien. Il ne semble pas avoir peint le portrait de Louis-Marie de Nicolaÿ. Il a réalisé plus tard les portraits de Joseph-François Clet Peschoud et de Pierre-Alfred Grimardias.
En 1873, il a commencé la restauration des peintures murales qui se trouvaient autour du sanctuaire de la cathédrale de Cahors et réalisées dans les années 1316-1324. Elles représentaient la lapidation et ensevelissement de saint Étienne, le baptême du préfet Dioscorus par saint Genoulph, l'Adoration des Mages, le Couronnement de la Vierge, la consécration de l'autel de la Vierge de Rocamadour par saint Martial et le martyre de sainte Valérie. Si cette restauration est restée modérée sur le panneau du couronnement de la Vierge, les panneaux représentant la lapidation de saint Étienne sur le piédroit de l'arc-doubleau du côté nord et l'Adoration des Mages sont entièrement repeints.
| - Lapidation de saint Étienne au-dessus de l'inhumation de saint Étienne et des saints Pierre et Paul. - Martyre de sainte Spérie, mais par erreur car elle représente le martyre de sainte Valérie - Martyre de Spérie,d'après l'inscription, mais à tort, en fait martyre de sainte Valérie. Peinture murale du XIVe siècle repeinte, plutôt que restaurée, par Cyprien Calmon |

Après avoir restauré et repeint les peintures du sanctuaire, Cyprien Calmon a découvert les peintures de deux pendentifs qui sont à côté de l'arc triomphal représentant les portraits de saint Urcisse et de saint Génulphe. Ces travaux se sont arrêtés faute de crédit. Il a reçu une médaille de la Société française d'archéologie au Congrès archéologique qui s'est tenu à Toulouse et à Agen en 1874 pour son travail de restauration des peintures dans la cathédrale de Cahors.
À la même époque, il a travaillé sur les peintures murales de l'église Saint-Sernin de Cazes à la demande de l'évêque de Cahors, Pierre-Alfred Grimardias.

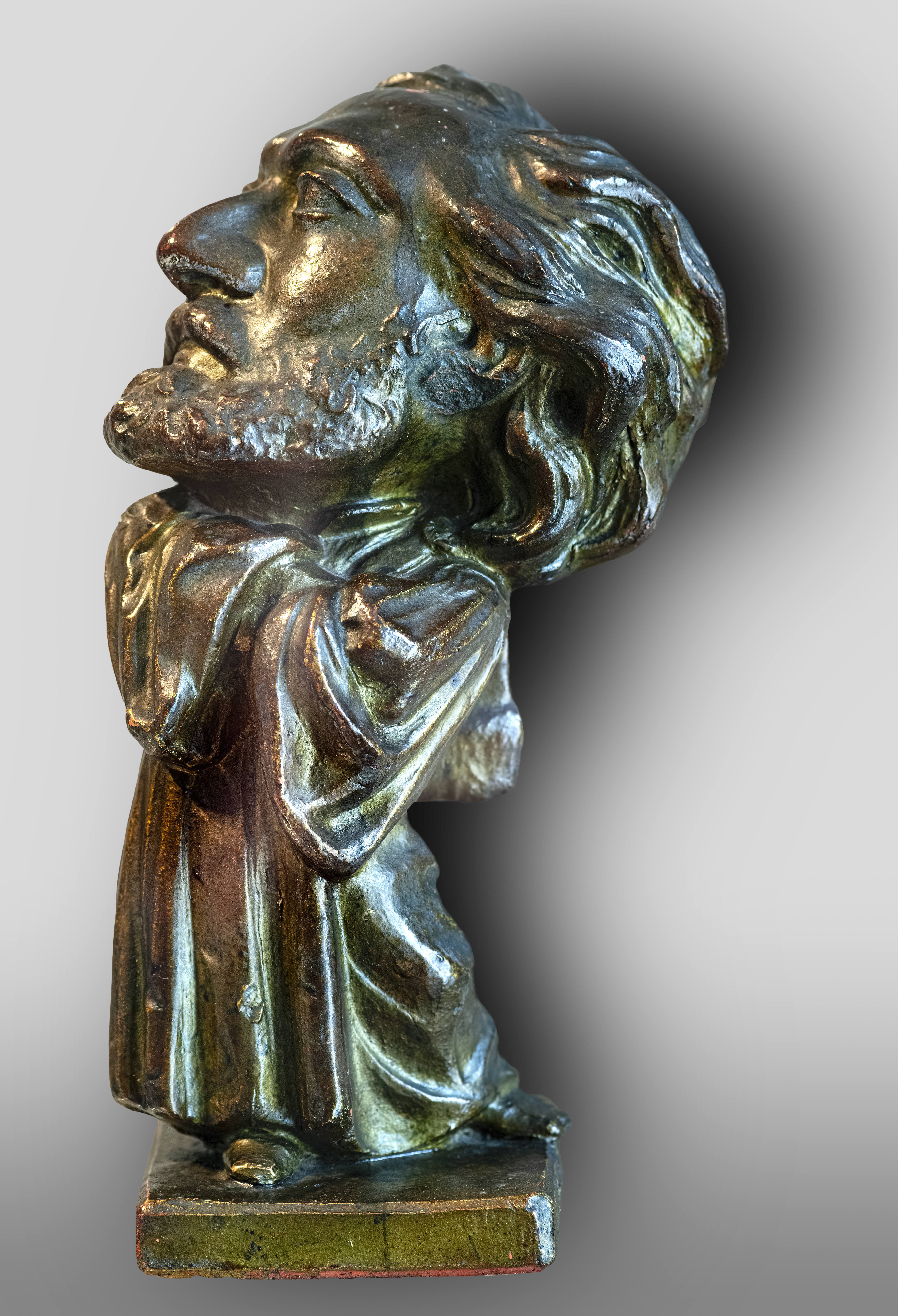
Portrait à  charge de Gambetta - Musée de Cahors Henri-Martin.
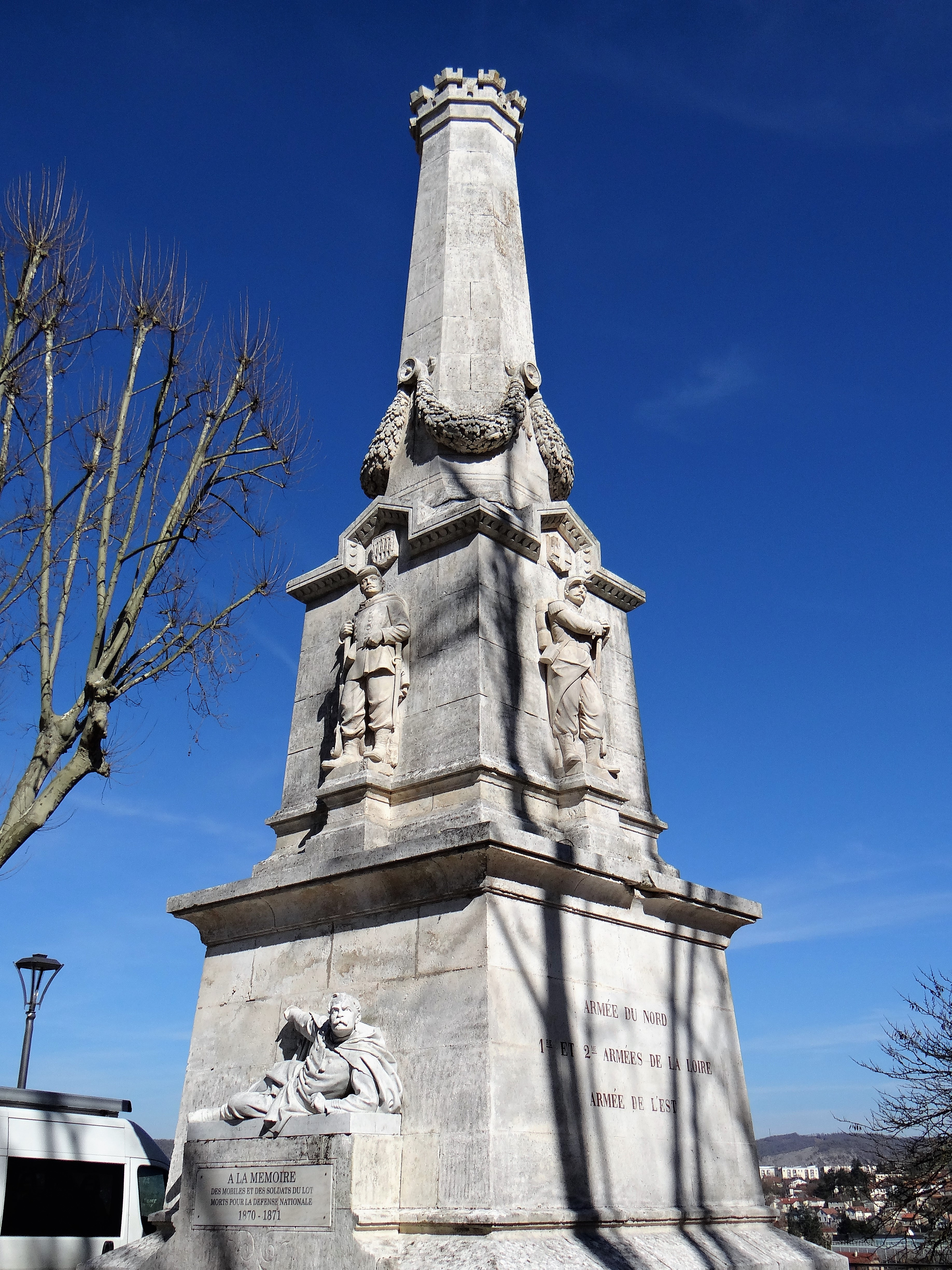
Monument aux morts de la guerre franco-allemande de 1870.
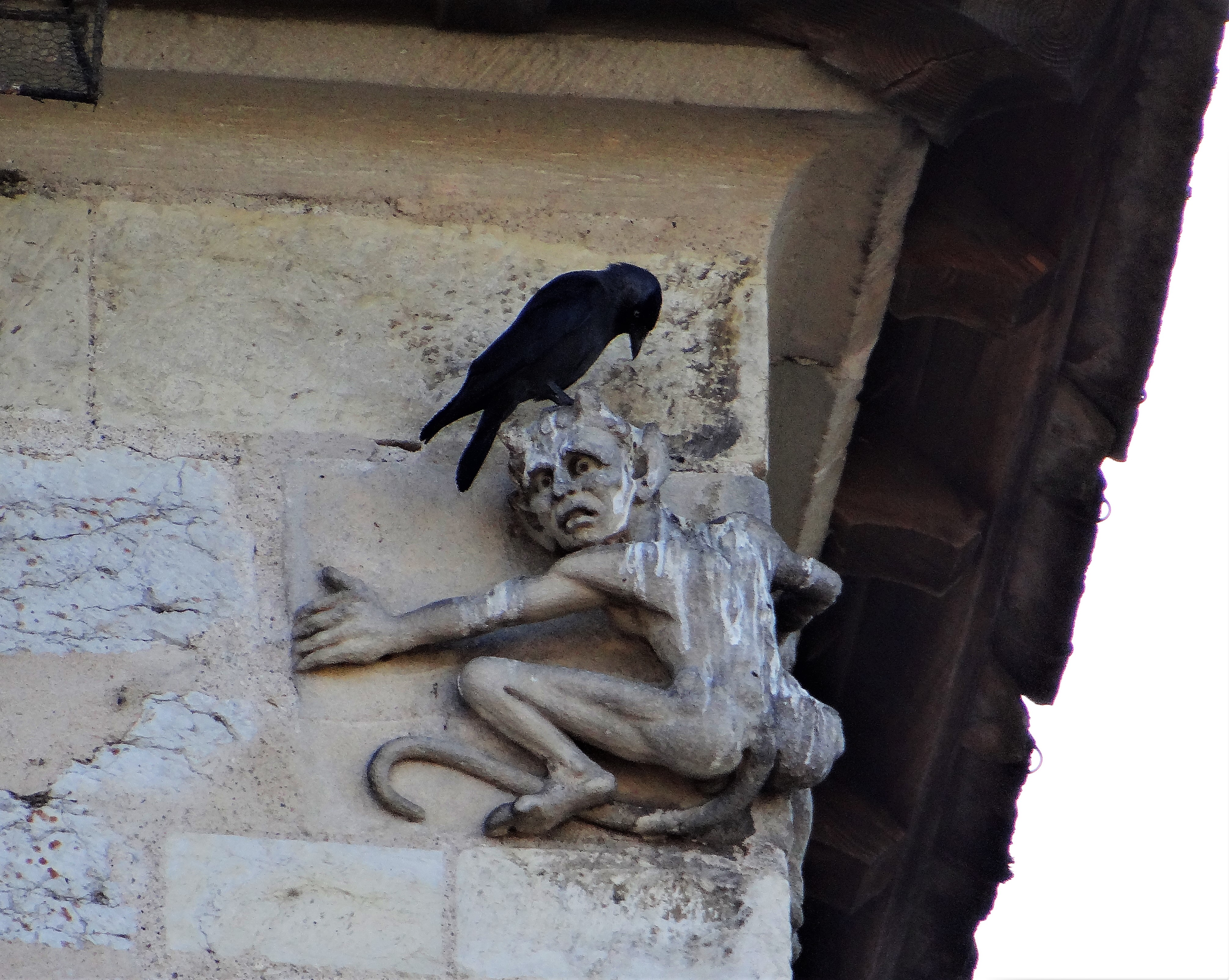
Petit diable sculpté au sommet de la tour centrale du pont Valentré.

Il a exécuté en 1879 les sculptures du monument des mobiles de la guerre franco-allemande de 1870 qui se trouve sur la place Lafayette, derrière l'église Saint-Barthélemy.
À partir de 1884, il a refait les peintures murale de l'église Saint-Hilarion de Duravel. La même année, il a peint le tableau commémorant le couronnement de la Vierge noire de Rocamadour par l'évêque Mgr Bardou, en 1853, et se trouvant dans l'église du Sacré-Cœur, à Cahors. Dans le cimetière de Cahors, il a signé le médaillon de la tombe du docteur Ausset et sculpté le petit diable essayant de retirer une pierre au sommet de la tour centrale du pont Valentré.
En 1887, Félix Bergougnoux, percepteur à Saint-Géry et archéologue amateur, a publié Les Temps préhistoriques en Quercy. Cyprien Calmon a dessiné les planches présentant les résultats des fouilles.

## Distinctions
- Chevalier de l'ordre de Saint-Grégoire-le-Grand.
- Officier de l'Instruction publique, en 1884[11]

## Publications
- « Rapport sur la découverte de peintures murales du XIVe siècle, à la cathédrale de Cahors, par M. Cyprien Calmon, sculpteur et peintre », dans Congrès archéologique de France. 41e session. Séances générales tenues à Agen et Toulouse. 1874, Paris, 1875, p. 413-424 (lire en ligne)
- Avec M. d'Orsay, « Ancienne église paroissiale de Saint-Géry, à Cahors », dans Bulletin de la Société des études littéraires, scientifiques et artistiques du Lot, tome 4, 1878, p. 5-16 et 6 planches de relevés (lire en ligne)